# Famille de Lesparre
Pour les articles homonymes, voir Lesparre.
La famille de Lesparre est la famille noble qui possède la seigneurie de Lesparre (actuellement Lesparre-Médoc), du XIe siècle à la fin du XIVe siècle.
Les seigneurs de Lesparre apparaissent dans des actes de donation aux institutions ecclésiastiques et font partie de l'entourage proche des ducs d'Aquitaine. Leur seigneurie s'étend sur une grande partie du Médoc et leur assure des revenus importants. Ils sont alliés avec les grandes familles de la province, les familles de Rions, de Bordeaux, de Bourg et de Périgord.
Pendant la guerre de Cent Ans, ils combattent dans les rangs anglais. La famille de Lesparre s'éteint à la fin du XIVe siècle et la seigneurie de Lesparre, qui s'étend sur une grande partie du Médoc, passe à la famille de Madaillan de Lesparre.

## Une famille seigneuriale
Au XIVe siècle, les seigneurs de Lesparre prétendent descendre des empereurs romains Titus et Vespasien, prétention sans fondement. Un manuscrit raconte l'histoire imaginaire de Sénebrun, fils de l'empereur Vespasien, que ce dernier nomme roi de Bordeaux. Ce Sénebrun aurait eu un fils du même nom, comte du Médoc. Cette histoire est peut-être inventée par un chanoine de l'église Saint-Seurin de Bordeaux.

### Les premiers seigneurs
Dans un acte daté de 997/999, apparaissent les miles (chevaliers) Arnaud Robert, Gaucelm et son fils Eyquem. On retrouve en 1081 leur possible descendant, Sénébrun Ier de Lesparre. Il fait partie des grands seigneurs de la région membres de l'entourage du duc d'Aquitaine Guillaume VIII (Gui-Geoffroy) à l'époque où ce groupe commence à constituer une aristocratie châtelaine.
En 1100, Pierre Gombaud et ses deux neveux, Gombaud Raimond et Raimond, du château de Lesparre, donnent un alleu à la cathédrale de Bordeaux,. Pierre Gombaud et son frère Raimond Gombaud (père de Gombaud Raimond et de Raimond), sont les fils de Gombaud Gaucelm. Ce système de nom double dont on intervertit l'ordre est attesté chez plusieurs familles seigneuriales de la région. Mais à partir du XIIe siècle, le nom double est transmis tel quel, sans interversion.
Dans un acte de donation à Sainte-Foy de Conques daté de 1108, sont cités cinq frères : Eyquem Guilhem Ier, homme noble, seigneur du château de Lesparre, et ses quatre frères, Gaucelm de Lesparre, Arnaud Cartiarmati de Lesparre, Gombaud de Lesparre et Robert de Lesparre, possiblement les fils de Sénébrun Ier. Les cinq frères donnent à l'abbaye Sainte-Foy de Conques le lieu de Mansirot pour y fonder un monastère et le duc d'Aquitaine Guillaume IX confirme la donation. Gaucelm fait partie des seigneurs de l'entourage du duc d'Aquitaine Guillaume IX. En 1108 il est cité dans le groupe des principes patrie, les seigneurs les plus importants du duché. Eyquem Guilhelm Ier apparaît dans l'entourage du fils de Guillaume IX, Guillaume X. Eyquem Guilhelm Ier (ou Ayquelm-Guilhelm Ier) est cité en 1130, 1136,et en 1153.
Un acte de 1153 permet de connaître Forton de Castillon (Castillon-en-Médoc, commune actuelle de Saint-Christoly-Médoc), son frère Gombaud Odon de Lesparre, alors décédé, et les fils de ce dernier, Pons, Gombaud Gaucelm, Gaucelm Odon, Guilhem Hélie et Olivier. Les quatre fils cadets s'unissent pour refuser un don de leur père que leur frère aîné, Pons, avait confirmé,.
Le fils d'Eyquem Guilhem Ier, Sénébrun II (ou Sénébrun Ier) est cité de 1168 à 1189/1199 et qualifié de seigneur de Lesparre. Il est marié à Aupays, citée en 1168. En effet, Sénébrun II et son épouse Aupais fondent en novembre 1168 l'hôpital de Grayan et le donnent aux Hospitaliers de saint-Jean-de-Jérusalem. Ils abandonnent à cet ordre leurs droits de justice sur ce lieu et ses habitants et libérent ces derniers de diverses taxes qu'ils leur devaient.

### Les seigneurs duXIIIesiècle
Sénébrun II a deux fils, Eyquem Guilhem (ou Ayquelm-Guilhem.) II, seigneur de Lesparre, cité de 1195 à 1206, et Sénebrun III ou Le Vieux, cité en 1195, dans un arbitrage rendu par l'archevêque de Bordeaux Hélie de Malemort et le sénéchal de Poitou et de Gascogne Geoffroy de Celles. Cet arbitrage concerne un conflit entre d'un côté les deux frères seigneurs de Lesparre et de l'autre l'abbaye de Sainte-Croix, à propos des impôts à payer sur les salines et les moulins des seigneurs de Lesparre, situés entre Soulac et Bry-de-Siort. Ils doivent finalement reconnaître les droits des moines.
Sénébrun IV (ou Sénebrun II), qui succède à son père Eyquem Guilhem II, est seigneur de Lesparre de 1218 à 1238. En 1220, il défend son droit d'échouage sur les rivages de sa seigneurie, qui, dit-il, lui a été accordé par Richard Cœur de Lion. Il meurt en 1242. Il est marié à Mathilde, fille de Geoffroy de Tonnay. Ils ont deux fils, Ayquelm Guilhem III et Sénebrun III et une fille, Aumuys, épouse de Guilhem Seguin, seigneur de Rions.
Ayquelm-Guilhem III succède à son père comme seigneur de Lesparre. Il est cité dès 1244 et fait rédiger son testament le 4 mai 1256. Il est marié à Mathe de Bordeaux,,. Ce mariage a lieu vers 1257. Mathe est la fille de Pierre IV de Bordeaux et d'Assaride de Rancon, elle-même fille de Geoffroi III de Rancon, seigneur de Taillebourg. Pierre IV de Bordeaux est chevalier, sénéchal de Gascogne et seigneur de Puy-Paulin, de Castelnau-de-Médoc et de l'Isle-Saint-Georges. La dot de Mathe, promise par son père, comprend une rente de cinquante livres bordelaises, mais cette rente semble n'avoir jamais été payée. Ayquelm-Guilhem III  et Mathe de Bordeaux ont un fils, Ayquelm-Arnaud, mort jeune avant son père,. Mathe de Bordeaux est remariée après la mort d'Ayquelm Guilhem III à Amanieu VI d'Albret,,. Ce mariage peut être situé peu avant 1260, plus précisément vers 1255-1257.
À la mort d'Ayquelm-Guilhem III, son frère Sénebrun III devient seigneur de Lesparre. Il est cité comme tel de 1262 à 1280 et est mort en 1282. Il se marie deux fois, tout d'abord avec Agnès (?) de Mirambeau puis avec Agnès de Gabarret. De sa première femme, Sénebrun III a un fils et héritier, Ayquelm-Guilhem IV. Agnès de Gabarret met au monde deux fils, Sénebrun et Bernard.
Le mariage d'Ayquelm Guilhem IV de Lesparre est prévu par un accord conclu par son père et Guitard de Bourg seigneur de Vertheuil le 29 juillet 1269 : Sénebrun III de Lesparre et Guitard de Bourg s'engagent à marier leurs enfants, Rose de Bourg et Ayquelm Guilhem dès qu'elle aura douze ans et dès qu'il en aura quatorze. Finalement, le mariage a lieu alors qu'il a au moins seize ans, le 14 mai 1283,. Rose de Bourg apporte alors à son mari 500 livres bordelaises de dot et 100 livres de rente. Ce dernier lui fait don de 100 livres et assigne sa dot et son trousseau sur la seigneurie de Lesparre. Rose doit en recevoir les revenus jusqu'au remboursement de la dot et du trousseau.
Ayquelm Guilhem IV est seigneur de Lesparre à partir de 1282. En septembre 1282, il signe avec un accord avec la seconde femme de son père, Agnès de Gabarret, au sujet du douaire de celle-ci. Il meurt en 1286, laissant un jeune fils, Ayquelm Guilhem V.

### Des fidèles des rois d'Angleterre dans les guerres duXIVesiècle
Ayquelm Guilhem V est probablement né en 1284. Dans son premier testament, rédigé le 14 novembre 1287, sa mère, Rose de Bourg, en fait son héritier. Mais elle se remarie avec Amanieu VII d'Albret le 15 janvier 1288 et réclame ensuite à son fils une part des biens du père de celui-ci. Finalement, Rose et Amanieu d'Albret transigent avec le tuteur d' Ayquelm Guilhem V et obtiennent un versement en espèce et une rente viagère de 100 livres annuelles pour Rose. Dans son testament de 1324, Rose lègue un huitième de ses biens à son fils aîné Ayquelm Guilhem V de Lesparre et fait de son fils le plus jeune, Bérard d'Albret, son héritier pour le reste.
Lors de la guerre de Guyenne qui oppose de 1294 à 1303 le roi d'Angleterre Édouard Ier au roi de France Philippe IV le Bel, Ayquelm Guilhem V soutient son suzerain le roi d'Angleterre, duc d'Aquitaine. Plus précisément, il ne combat pas lui-même, puisqu'il est trop jeune, mais sa mère Rose de Bourg, le mari de celle-ci, Amanieu VII d'Albret, et son oncle Bernard de Lesparre font partie des soutiens du roi d'Angleterre. Quand en 1295 les armées du roi de France conquièrent la seigneurie de Lesparre, Rose de Bourg et Bernard de Lesparre partent ailleurs, mais Ayquelm Guilhem V reste sur place, même s'il doit supporter l'autorité d'un châtelain installé par les Français. Il perd pendant plusieurs années le contrôle de sa seigneurie. On le voit ensuite passer plusieurs actes en 1309, 1310, 1314. Il meurt en 1324. De sa femme, Marguerite de Castillon, épousée en 1303, il a deux fils : Sénebrun IV seigneur de Lesparre et Jean de Lesparre et une fille, Rose, qui épouse le seigneur de Preyssac.
Sénebrun IV ou Cénebrun de Lesparre est seigneur de Lesparre de 1324 à sa mort vers 1362. Encore mineur, il succède à son père  sous la tutelle de son grand-oncle Bernard de Lesparre. Il épouse en 1331 Jeanne de Périgord, qui met au monde Florimont de Lesparre,,. Jeanne de Périgord est la fille d'Archambaud comte de Périgord. Dans les conflits entre les rois de France et les rois d'Angleterre, Sénebrun IV reste un fidèle de son seigneur direct, le roi d'Angleterre. Il combat à la tête de contingents importants, par exemple 17 hommes d'armes et 165 hommes de pied en 1337-1340.
Florimont de Lesparre succède à son père en 1362. Il part en croisade à Chypre en 1365 mais se fâche avec le roi de Chypre Pierre Ierde Lusignan. L'intervention du pape Urbain V permet d'éviter un duel entre les deux hommes,,,. Florimont de Lesparre participe à l'expédition en Castille menée par le Prince Noir en 1367. Il combat ensuite aux côtés de Jean III de Grailly, captal de Buch à partir de 1369 et est fait prisonnier. Il est mêlé aux nombreuses guerres de son époque, établit son testament le 25 février 1395 et meurt peu après sans enfant. La seigneurie de Lesparre passe à son neveu, Guillaume-Amanieu de Madaillan,.
En effet, la sœur de Florimont de Lesparre, dont le nom est inconnu, épouse Guillaume-Aramon de Madaillan, veuf d'Isabelle de Pons. De ce mariage naît Guillaume-Amanieu de Madaillan, seigneur de Rauzan, Pujols et d'autres terres, qui hérite de son oncle Florimond la seigneurie de Lesparre. 
En 1417, Jeanne d'Armagnac, veuve de Guillaume-Amanieu de Madaillan, vend la seigneurie de Lesparre au roi d'Angleterre Henri V.
Florimont de Lesparre a probablement un demi-frère, bâtard, qui est un des routiers gascons des années 1360. Il est appelé le bourc (c'est-à-dire le bâtard) de Lesparre. Il combat en Italie puis fait partie des grandes compagnies qui gagnent la bataille de Brignais en 1362 contre l'armée du roi de France. Il est recruté par Bertrand du Guesclin pour combattre en Espagne en 1365 puis passe au service du Prince Noir jusqu'en 1370, date à laquelle il se rallie au duc d'Anjou Louis Ier quand celui-ci reconquiert des terres dans le Sud-Ouest. Il est cité pour la dernière fois en 1372, revenu dans le camp du roi d'Angleterre.

## La seigneurie de Lesparre

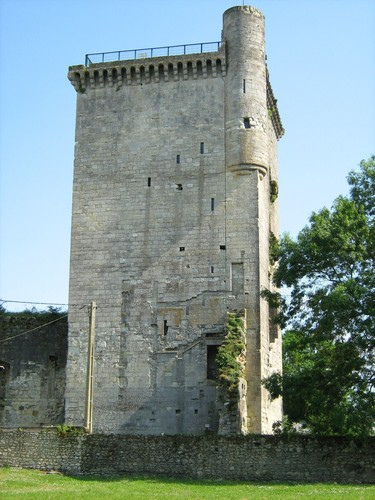
Tour de l'Honneur de Lesparre-Médoc, datant du début du XIVe siècle

Le château de Lesparre est cité dans les textes de la fin du XIe siècle et du début du XIIe siècle. Il est construit dans un marécage, sur une île au milieu d'un ruisseau. Il est défendu par un groupe de chevaliers. Le château médiéval est progressivement détruit entre le XVIIe siècle et le XIXe siècle. Il n'en reste que la tour carrée appelée Tour de l'honneur de Lesparre, qui date du début du XIVe siècle.

La seigneurie de Lesparre vers 1300.

Vers 1130, le seigneur de Lesparre Ayquem Guilhem donne une île pour y restaurer ou y construire une abbaye, l'abbaye Saint-Pierre de l'Isle, dont les vestiges sont actuellement situés sur la commune d'Ordonnac. Vers 1150, Gombaud Odon de Lesparre donne à Saint-Pierre de l'Isle des terres et des matériaux pour construire une église. C'est ce don que ses fils essayent de refuser en 1153, sans succès, ce qui nous permet de connaître cette fratrie. Avant 1260, le seigneur de Lesparre installe à Lesparre même un couvent de franciscains.
Au XIIIe siècle, la seigneurie de Lesparre s'étend sur une grande partie du Médoc, de la pointe de Grave à Carcans et à Listrac, mais essentiellement du côté ouest, au bord de l'Océan Atlantique, sans atteindre les rives de la Gironde, plus riches que les landes, les étangs, les marais et les bois de l'Ouest. Les seigneurs de Lesparre font alors partie des grands seigneurs du duché d'Aquitaine et perçoivent des revenus conséquents. Ils lèvent des impôts sur les productions de leur seigneurie (des céréales, du bétail, du gibier, du poisson, du vin, du sel et du bois), exploitent des moulins et perçoivent des péages.
Pendant la guerre de Guyenne, alors que le seigneur de Lesparre, Ayquelm Guilhem V, est mineur, ses vassaux, petits seigneurs installés à Lesparre et dans les villages environnants, sont en relation directe avec le roi d'Angleterre Édouard Ier et répondent à ses sollicitations. Ils semblent former ainsi une compagnie militaire, même en l'absence de son chef naturel, le seigneur de Lesparre.

## Généalogie
Arnaud Robert cité 977/999
- Gaucelm cité 977/999[Bo 2]
  - Eyquem cité 977/999[Bo 2]
    - ? Sénébrun Ier de Lesparre cité 1081[Bo 2]
      - ? Eyquem Guilhem Ier noble et seigneur de Lesparre cité 1108-1127/1137[Bo 2]
        - Sénébrun II seigneur de Lesparre cité 1168-1189/1199 époux d'Aupays citée 1168[Bo 2]
          - Eyquem (Ayquelm) Guilhelm II seigneur de Lesparre cité 1195-1206[Bo 2],[TC 7]
            - Sénébrun IV ou II seigneur de Lesparre cité 1218-1242 époux de Mathilde de Tonnay[Bo 2],[TC 7]
              - Ayquelm Guilhelm III seigneur de Lesparre 1246-1256 époux de Mathe de Bordeaux[TC 7]
                - Arnaud Ayquelm mort jeune[TC 7]

              - Sénebrun III seigneur de Lesparre 1262-1282 époux de 1-Agnès (?) de Mirambeau 2-Agnès de Gabarret[TC 7]
                - Ayquelm Guilhem IV seigneur de Lesparre 1282-1286 époux de Rose de Bourg[TC 7]
                  - Ayquelm Guilhem V seigneur de Lesparre 1286-1324 époux de Marguerite de Castillon[TC 7]
                    - Sénebrun IV seigneur de Lesparre 1324-1362 époux de Jeanne de Périgord[TC 7]
                      - Florimont de Lesparre seigneur de Lesparre 1362-1395 époux de Marguerite d'Astarac[TC 7]
                      - X... épouse de Guillaume-Aramon de Madaillan[Ca 5],[TC 7]
                        - Guillaume-Amanieu de Madaillan seigneur de Lesparre[TC 7]

                    - Jean de Lesparre[TC 7]
                    - Rose épouse du seigneur de Preyssac[TC 7]

                - Sénebrun mort jeune[TC 7]
                - Bernard de Lesparre[TC 7]
                  - Bernard de Lesparre[TC 7]

              - Aumoys épouse de Guillaume Seguin de Rions[TC 7]

          - Sénébrun III Le Vieux cité 1195[Bo 2],[TC 7]

      - ? Gaucelm de Lesparre cité 1108[Bo 2]
      - ? Arnaud Catiarmati de Lesparre cité 1108[Bo 2]
      - ? Gombaud de Lesparre cité 1108[Bo 2]
      - ? Robert de Lesparre cité 1108[Bo 2]

- Gombaud Gaucelm Ier cité 1100[Bo 2]
  - Raimond Gombaud cité 1100[Bo 2]
  - Pierre Gombaud cité 1100[Bo 2]
    - Gombaud Raimond du château de Lesparre cité 1100[Bo 2]
    - Raimond du château de Lesparre cité 1100[Bo 2]

- - Forton de Castillon cité 1153[Bo 2]
  - Gombaud Odon de Lesparre cité 1153[Bo 2]
    - Pons cité 1153[Bo 2]
    - Gombaud Gaucelm cité 1153[Bo 2]
    - Gaucelm Odon cité 1153[Bo 2]
    - Guilhelm Hélie cité 1153[Bo 2]
    - Olivier cité 1153[Bo 2]